# Bleecker
Bleecker è un comune (town) degli Stati Uniti d'America, situato nello stato di New York, nella contea di Fulton.